# Tour de l'Ain 2002
Il Tour de l'Ain 2002, quattordicesima edizione della corsa, si svolse dal 13 al 16 agosto 2002 su un percorso di 631 km ripartiti in 4 tappe, con partenza da Montluel e arrivo al Grand Colombier. Fu vinto dal francese Christophe Oriol della Ag2r Prévoyance davanti ai suoi connazionali Richard Virenque e Ludovic Turpin.

## Tappe
| Tappa  | Data      | Percorso                                | km    | Vincitore di tappa | Leader cl. generale |
| ------ | --------- | --------------------------------------- | ----- | ------------------ | ------------------- |
| 1ª     | 13 agosto | Montluel > Lagnieu                      | 159,6 | Damien Nazon       | Damien Nazon        |
| 2ª     | 14 agosto | Saint-Vulbas > Chatillon-sur-Chalaronne | 156,2 | Thor Hushovd       | Thor Hushovd        |
| 3ª     | 15 agosto | Bourg-en-Bresse > Lélex                 | 172,9 | Christophe Oriol   | Christophe Oriol    |
| 4ª     | 16 agosto | Saint-Genis-Pouilly > Grand Colombier   | 142   | Marek Rutkiewicz   | Christophe Oriol    |
| Totale | Totale    | Totale                                  | 631   |                    |                     |

## Dettagli delle tappe

### 1ª tappa
- 13 agosto: Montluel > Lagnieu – 159,6 km

| Pos. | Corridore      | Squadra         | Tempo    |
| ---- | -------------- | --------------- | -------- |
| 1    | Damien Nazon   | Bonjour         | 3h35'19" |
| 2    | Thor Hushovd   | Crédit Agricole | s.t.     |
| 3    | Carlos Da Cruz | FDJ             | s.t.     |

| Pos. | Corridore      | Squadra         | Tempo    |
| ---- | -------------- | --------------- | -------- |
| 1    | Damien Nazon   | Bonjour         | 3h35'09" |
| 2    | Thor Hushovd   | Crédit Agricole | a 4"     |
| 3    | Carlos Da Cruz | FDJ             | a 6"     |

### 2ª tappa
- 14 agosto: Saint-Vulbas > Chatillon-sur-Chalaronne – 156,2 km

| Pos. | Corridore          | Squadra         | Tempo    |
| ---- | ------------------ | --------------- | -------- |
| 1    | Thor Hushovd       | Crédit Agricole | 3h34'38" |
| 2    | Damien Nazon       | Bonjour         | s.t.     |
| 3    | Jean-Patrick Nazon | FDJ             | s.t.     |

| Pos. | Corridore      | Squadra         | Tempo    |
| ---- | -------------- | --------------- | -------- |
| 1    | Thor Hushovd   | Crédit Agricole | 7h09'41" |
| 2    | Damien Nazon   | Bonjour         | s.t.     |
| 3    | Carlos Da Cruz | FDJ             | a 11"    |

### 3ª tappa
- 15 agosto: Bourg-en-Bresse > Lélex – 172,9 km

| Pos. | Corridore        | Squadra | Tempo    |
| ---- | ---------------- | ------- | -------- |
| 1    | Christophe Oriol | AG2R    | 4h25'53" |
| 2    | Ludovic Turpin   | AG2R    | a 1'57"  |
| 3    | Richard Virenque | Domo    | s.t.     |

| Pos. | Corridore        | Squadra | Tempo     |
| ---- | ---------------- | ------- | --------- |
| 1    | Christophe Oriol | AG2R    | 11h35'58" |
| 2    | Richard Virenque | Domo    | a 1'49"   |
| 3    | Ludovic Turpin   | AG2R    | a 1'57"   |

### 4ª tappa
- 16 agosto: Saint-Genis-Pouilly > Grand Colombier – 142 km

| Pos. | Corridore              | Squadra | Tempo    |
| ---- | ---------------------- | ------- | -------- |
| 1    | Marek Rutkiewicz       | Cofidis | 3h53'21" |
| 2    | Richard Virenque       | Domo    | a 27"    |
| 3    | Daniel Atienza Urendez | Cofidis | a 30"    |

| Pos. | Corridore        | Squadra | Tempo     |
| ---- | ---------------- | ------- | --------- |
| 1    | Christophe Oriol | AG2R    | 15h29'56" |
| 2    | Richard Virenque | Domo    | a 1'39"   |
| 3    | Ludovic Turpin   | AG2R    | a 2'00"   |

## Classifiche finali

### Classifica generale
| Pos. | Corridore              | Squadra             | Tempo     |
| ---- | ---------------------- | ------------------- | --------- |
| 1    | Christophe Oriol       | Ag2r Prévoyance     | 15h29'56" |
| 2    | Richard Virenque       | Domo-Farm Frites    | a 1'39"   |
| 3    | Ludovic Turpin         | Ag2r Prévoyance     | a 2'00"   |
| 4    | Pierre Bourquenoud     | Saint-Quentin Oktos | a 2'10"   |
| 5    | Steve De Wolf          | Domo-Farm Frites    | a 2'25"   |
| 6    | Daniel Atienza Urendez | Cofidis             | a 3'27"   |
| 7    | Dmitriy Fofonov        | Cofidis             | a 5'11"   |
| 8    | Christophe Rinero      | Saint-Quentin Oktos | a 5'16"   |
| 9    | Steven Kleynen         | Domo-Farm Frites    | a 6'00"   |
| 10   | Massimiliano Gentili   | Acqua & Sapone      | a 6'05"   |